# Isla artificial

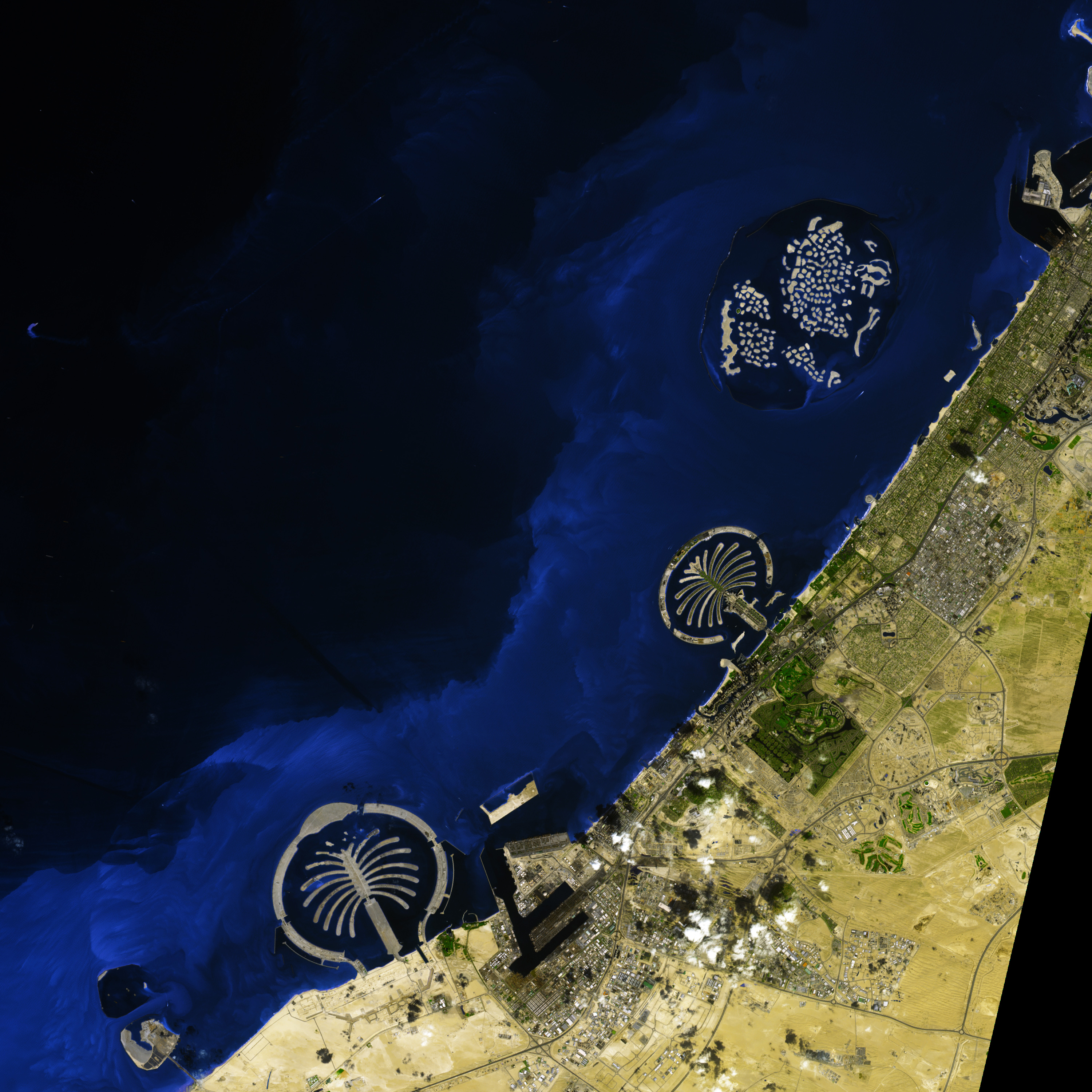
Foto satelital de la costa de Dubái que muestra varias islas artificiales, entre ellas The World y las Islas Palm.

Una isla artificial es una isla que ha sido formada por el ser humano en vez de por procesos naturales. Generalmente son construidas sobre algún pequeño filón, usando arena o rocas o como una expansión de una o varias isletas. Las islas artificiales tradicionales son creadas mediante tierras ganadas al mar, aunque algunas estructuras más recientes son construidas de forma similar a las plataformas petroleras. Otro tipo de isla artificial es formado por el aislamiento de una zona mediante la construcción de canales.
A pesar de tener una imagen de modernas, las islas artificiales tienen una larga historia en diversos puntos del planeta, desde los crannógs en la Escocia e Irlanda prehistórica, los centros ceremoniales Nan Madol de Micronesia y las islas flotantes del lago Titicaca en Bolivia y Perú. 
La ciudad de Tenochtitlán, precedente azteca de la Ciudad de México, estaba ubicada en una pequeña isla natural en el lago de Texcoco y rodeado de innumerables islas artificiales, principalmente islas Chinampa.
Muchas islas artificiales han sido construidas en puertos urbanos por distintos motivos. Un ejemplo es la isla Dejima, construida en la bahía de Nagasaki en Japón durante el período Edo. Durante la etapa aislacionista, navegantes neerlandeses tenían prohibida la entrada a Nagasaki, y los japoneses la tenían prohibida en Dejima.
Hong Kong es una ciudad que utiliza frecuentemente terreno artificial para la construcción de nuevos rascacielos y otras construcciones. Popularmente se dice que Hong Kong es prácticamente tierra construida por el ser humano.
En la bahía de Osaka, Japón, el Aeropuerto Internacional de Kansai fue construido sobre una isla artificial, en la obra de ingeniería civil más costosa de la era moderna.

## Estatus legal

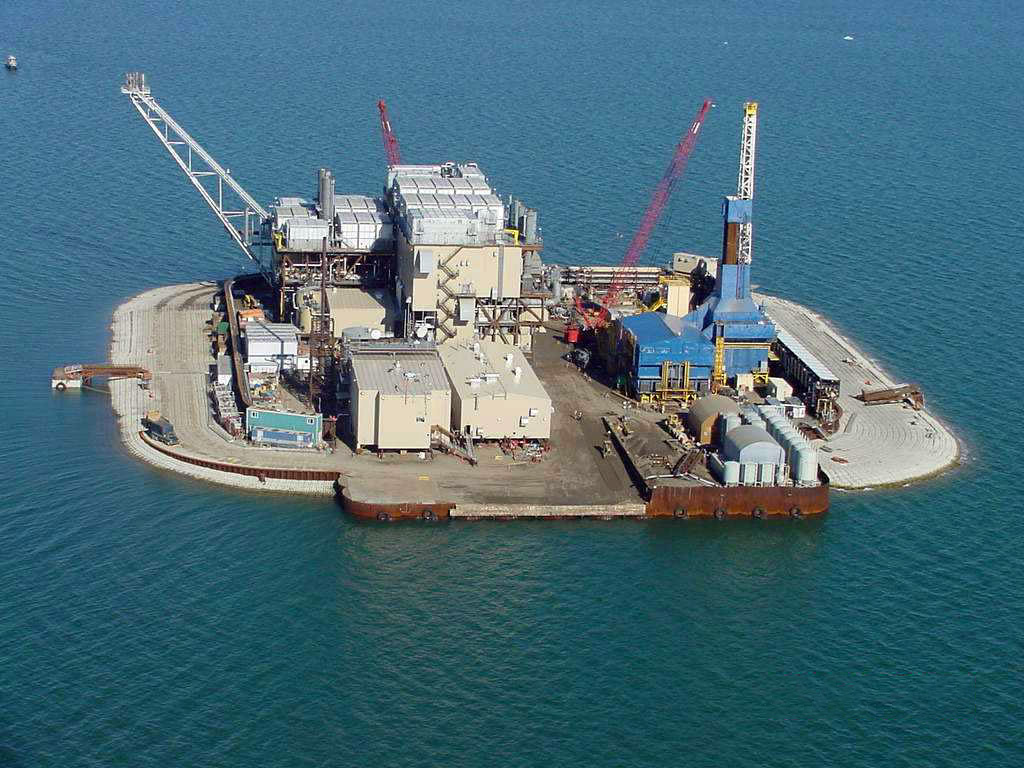
Isla Northstar, una isla artificial del Mar de Beaufort, en el Norte de Alaska, EE. UU., un lugar para perforación de gas y petróleo

En el marco del ratificado Convenio de Naciones Unidas sobre el Derecho de Mar (UNCLOS, por sus siglas en inglés), las islas artificiales no se consideran puertos de trabajo (artículo 11) lo que significa que: el Estado ribereño no puede reclamar los mismos derechos que se han previsto para puertos permanentes en la determinación de la línea de base y la medición de las zonas marítimas. Las islas artificiales están bajo la jurisdicción del Estado ribereño más próximo, si están dentro de las 200 millas náuticas (370 km) (artículo 56). Las islas artificiales no se consideran aptas para tener o reclamar su propio mar territorial o zona económica exclusiva, y solo el Estado ribereño podrá autorizar su construcción (artículo 60). Sin embargo, en alta mar (aguas internacionales) fuera de la jurisdicción nacional, cualquier "Estado" puede construir islas artificiales (artículo 87).
Algunos intentos de crear micronaciones han involucrado a las islas artificiales, tales como Sealand y la Isla de las Rosas. Aunque no todas han tenido éxito.

## Impacto ambiental

Reclamaciones territoriales en el Mar de la China Meridional. China defiende la llamada "Línea de los nueve puntos" y ha construido numerosas islas artificiales para defender sus intereses.

Simplemente partiendo de la construcción, la isla artificial ya deja una huella ecológica grande y un alto impacto ambiental asociado. El proceso de dragado acaba con los ecosistemas abisales y los lechos marinos involucrados ya que la máquina desprende todo lo que encuentre sin importar cuál sea su naturaleza, pues no tiene como distinguir entre la arena y un coral o una reserva o cualquier ecosistema marino; adicional a esto, muchas especies mueren succionadas en el proceso. Después de recoger el material, la máquina lo vuelve a verter en otro lugar diferente enterrando todo lo que encuentre, repitiéndose el mismo proceso y daño generado.
Las corrientes migratorias de peces se ven alteradas por esta gran barrera que genera la nueva masa de tierra. Cuando se construye la isla se crea un movimiento frecuente de tierras que genera una capa en suspensión, o un fenómeno conocido como turbidez, que afecta el crecimiento, reproducción y vida en general de los organismos ya que se impide el paso directo de la luz.
Las islas tienen un alto riesgo de inundación, ya que al estar en contacto directo con el mar cualquier creciente podría sumergirlas, haciendo que todos los descomunales esfuerzos empleados en su construcción así como sus altos impactos ambientales, no sean justificados.
Uno de los principales usos de la creación de islas artificiales pequeñas es la extracción de petróleo. En caso de accidentalmente perforarse el yacimiento, se causaría un derrame que pondría en riesgo la vida marítima e incluso la terrestre, ya que las aves migratorias arrastrarían el petróleo extendiendo el problema. Aunque estos derrames son penalizados por ley, hay muchos que pasan desapercibidos porque la mayoría son invisibles desde el aire.
Construir islas artificiales altera las corrientes marinas, que a gran escala podrían incidir en el clima terrestre. Las islas artificiales no solo alteran la geografía de la tierra, cambian la manera en que se habita.

## Islas artificiales más grandes según su tamaño (tierras recuperadas)
| Num. | Nombre                                  | Tamaño (km 2 ) | Ubicación               | Año de construcción           | Usos                                             |
| ---- | --------------------------------------- | -------------- | ----------------------- | ----------------------------- | ------------------------------------------------ |
| 1    | Flevopolder                             | 970            | Flevoland, Países Bajos | 1955 (Este) & 1968 (Sur)      | Poblaciones, agricultura                         |
| 2    | Kansai International Airport            | 10.68          | Osaka, Japan            | 1994                          | Aeropuerto                                       |
| 3    | Hong Kong International Airport         | 9,4            | Hong Kong               | 1998                          | Aeropuerto                                       |
| 4    | Port Island                             | 8,33           | Kobe, Japón             | 1980 (Fase 1) y 2009 (Fase 2) | Vivienda                                         |
| 5    | Aeropuerto Internacional Chūbu Centrair | 6,8            | Tokoname, Japón         | 2005                          | Aeropuerto                                       |
| 6    | Ogizima                                 | 6,71           | Yokohama, Japón         | 1975                          | Fábrica                                          |
| 7    | Isla de Rokko                           | 5,8            | Kobe, Japón             | 1992                          | Vivienda                                         |
| 8    | Isla de Fundão                          | 5,23           | Río de Janeiro, Brasil  | 1983                          | Universidad Federal de Río de Janeiro            |
| 9    | Isla de Willingdon                      | 3,96           | Kochi, India            | 1936                          | Puerto, Base Naval militar Comando Naval del Sur |
| 10   | Donauinsel                              | 3,9            | Viena, Austria          | 1988                          | Control de inundaciones, zona de recreo          |

## Proyectos modernos

### Baréin
El Reino de Baréin tiene varias islas artificiales, incluidas la Northern City (Ciudad del Norte), Diyar Al Muharraq y Durrat Al Bahrain. Nombrada en honor a la "perla más perfecta" en el Golfo Pérsico, Durrat Al Bahrain es un desarrollo conjunto de 6 mil millones de US$  propiedad de Bahrain Mumtalakat Holding Company y Kuwait Finance House Bahrain (KFH). El proyecto está diseñado por Atkins, firma de consultoría, ingeniería y diseño de renombre mundial. Consiste en una serie de 15 grandes islas artificiales que cubren un área de aproximadamente 5 km2 (54 000 000 pies cuadrados) y tiene seis atolones, cinco islas con forma de pez, dos islas con forma de media luna, y dos islotes más relacionados con la zona de la Marina.

### Países Bajos
En 1969, se terminó el Flevopolder en los Países Bajos, como parte de las obras del Zuiderzee. Tiene una superficie terrestre total de 970 km2, lo que la convierte, con diferencia, en la mayor isla artificial recuperada del mundo. La isla consta de dos pólderes, Flevoland Oriental y Flevoland Meridional. Junto con el Noordoostpolder, que incluye algunas antiguas islas pequeñas como Urk, los pólderes forman Flevoland, la 12.ª provincia de los Países Bajos que consiste casi en su totalidad en tierras recuperadas.
Se ha construido todo un archipiélago artificial, el Marker Wadden como un área de conservación para aves y otros animales salvajes. El proyecto comenzó en 2016.

### Maldivas

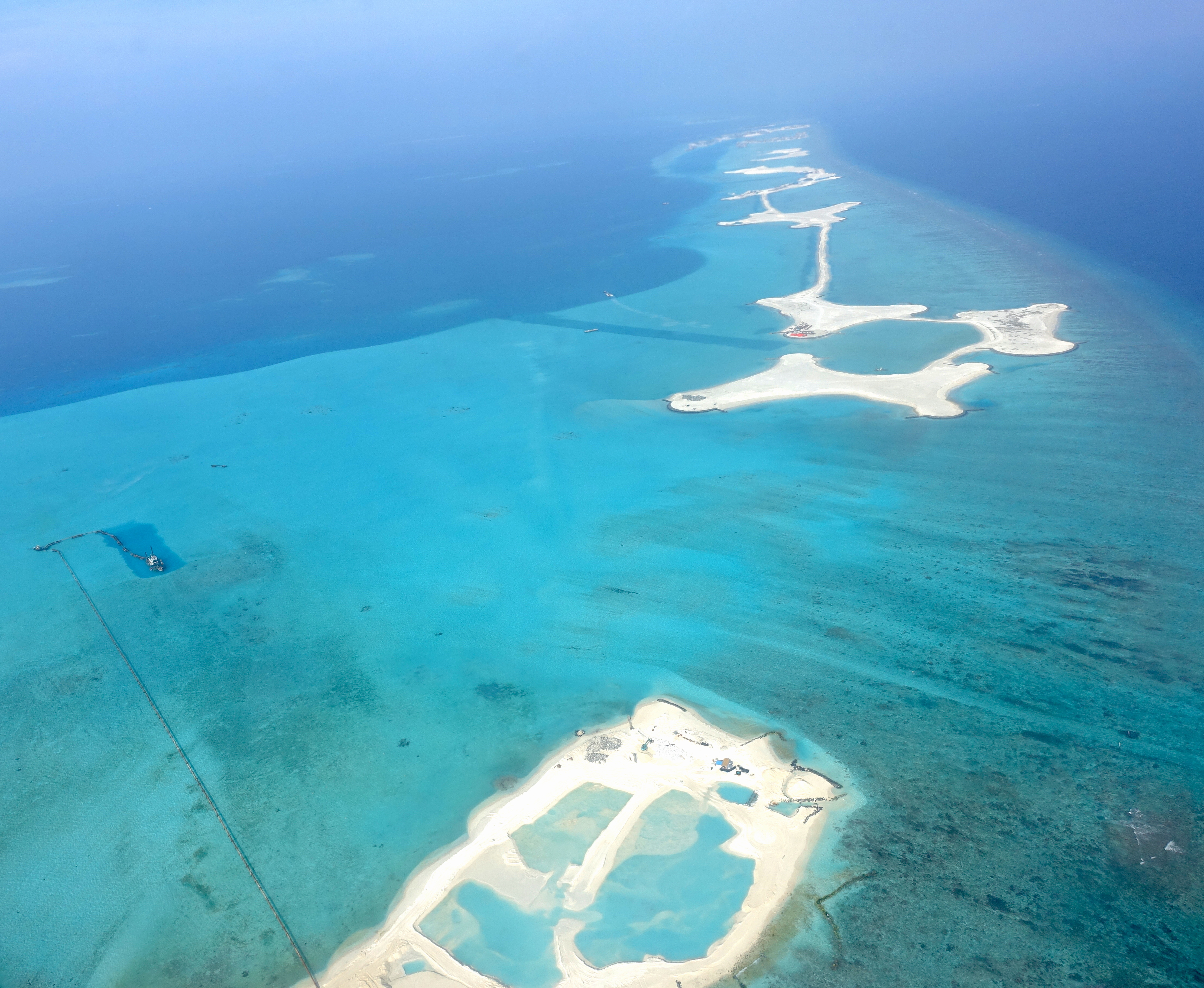
Proceso de construcción de una isla artificial en Atolón Kaafu de Maldivas en febrero de 2019.

Maldivas ha estado creando varias islas artificiales para promover el desarrollo económico y abordar la amenaza del aumento del nivel del mar. La isla de Hulhumalé se recuperó para establecer una nueva masa de tierra requerida para satisfacer las demandas de desarrollo comercial, industrial y de vivienda existentes y futuras de la región de Malé. El asentamiento oficial fue inaugurado el 12 de mayo de 2004.

### Catar
The Pearl-Qatar está en el norte de la capital catarí Doha, sede de una variedad de actividades residenciales, comerciales y turísticas. Qanat Quartier está diseñado para ser una 'Venecia virtual en el Medio Oriente'. Lusail y grandes áreas alrededor de la Ciudad industrial de Ras Laffan,  el Aeropuerto internacional de Hamad y el Puerto de Hamad.

### Emiratos Árabes Unidos
Los Emiratos Árabes Unidos albergan varios proyectos de recuperación de tierras en los Emiratos Árabes Unidos para crear islas artificiales. Incluyen la Isla Yas, aumentos a la Isla Saadiyat, el Puerto Khalifa, la Isla Al Reem, la Isla Al Lulu, el Al Raha Creek, la Isla al Hudairiyat, las islas The Universe y el Dubai Waterfront.[cita requerida] Se crean con fines de ocio y turismo las Islas Palm (Palm Jumeirah, Palm Jebel Ali, y la Isla de Deira) y las Islas del mundo frente a Dubái se crean con fines de ocio y turismo.
El Burj Al Arab está en su propia isla artificial. The Universe, Palm Jebel Ali, Dubai Waterfront y Palm Deira están en espera.[¿cuándo?]

### China

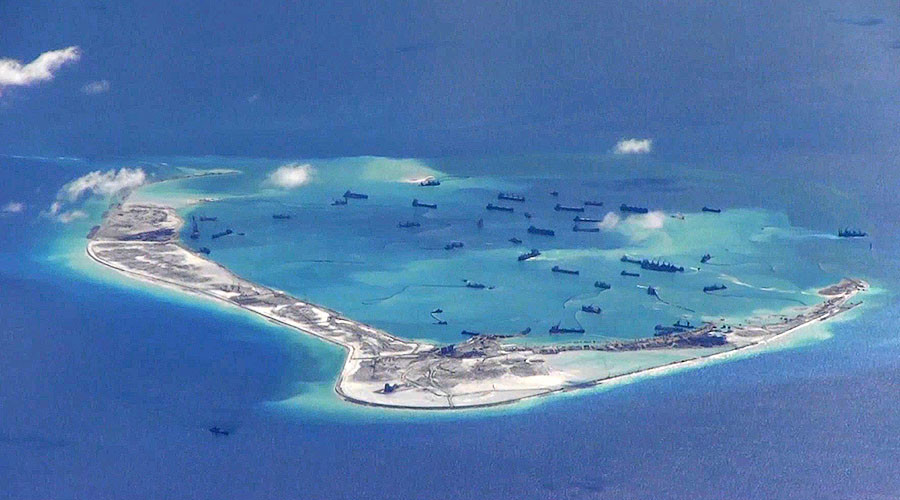
El Subi Reef está siendo construido por China y transformado en una isla artificial. Imagen de mayo de 2015.

China ha llevado a cabo un proyecto de recuperación de tierras que había construido al menos siete islas artificiales en el mar de China Meridional con un tamaño total de 2000 acres a mediados de 2015. Una isla artificial construida en el  Fiery Cross Reef cerca de las islas Spratly es ahora el sitio de un cuartel militar, una torre de vigilancia y una pista de aterrizaje lo suficientemente larga como para albergar aviones del ejército chino.
Un proyecto en gran parte turístico y comercial es el proyecto Isla de las Flores del Océano en la isla de Hainan.

### Aeropuertos
El Aeropuerto Internacional de Kansai fue el primer aeropuerto que se construyó completamente en una isla artificial en 1994, seguido del Aeropuerto Internacional de Chūbu Centrair en 2005, y del Nuevo Aeropuerto de Kitakyushu y el  el Aeropuerto de Kobe en 2006 y el Aeropuerto Ordu Giresun en 2016.
Cuando se inauguró el Aeropuerto internacional de Hong Kong en 1998, el 75 % de la propiedad se creó usando recuperación de tierras en las islas existentes de Chek Lap Kok y Lam Chau. Actualmente China está construyendo varios aeropuertos en islas artificiales, incluyendo pistas de aterrizaje del Aeropuerto internacional de Shanghái (Aeropuerto Dalian Jinzhouwan) que se está construyendo en una isla artificial de 21 kilómetros cuadrados, el Aeropuerto internacional de Xiamen Xiang'an, y el Aeropuerto internacional de Sanya Hongtangwan diseñado por Bentley Systems que se está construyendo en una isla artificial de 28 kilómetros cuadrados.

## Estatus político
Según el tratado de la Convención de las Naciones Unidas sobre el Derecho del Mar (UNCLOS), las islas artificiales no se consideran obras portuarias (artículo 11) y están bajo la jurisdicción del estado costero más cercano si se encuentran dentro de 200 millas náuticas (370,4 km) (Artículo 56). Las islas artificiales no se consideran islas a efectos de tener sus propias aguas territoriales o zonas económicas exclusivas, y solo el estado ribereño puede autorizar su construcción (Artículo 60); sin embargo, en alta mar más allá de cualquier jurisdicción nacional, cualquier "estado" puede construir islas artificiales (artículo 87).
La micronación no reconocida conocida como el Principado de Sealand (a menudo abreviado simplemente como "Sealand") se encuentra enteramente en una única isla artificial.

## Galería de imágenes

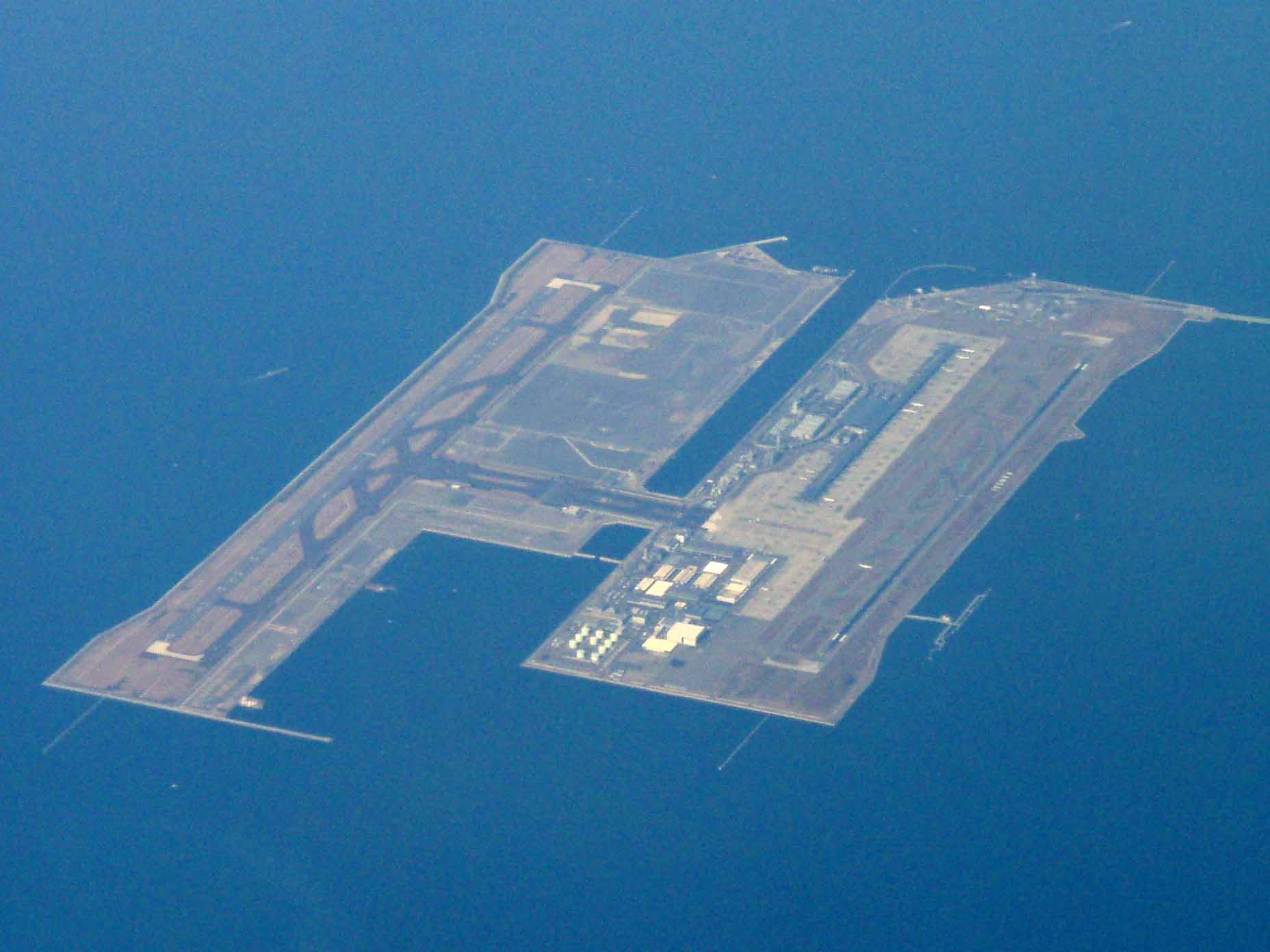
Foto aérea del Aeropuerto Internacional de Kansai, el cual está construido sobre una isla artificial.
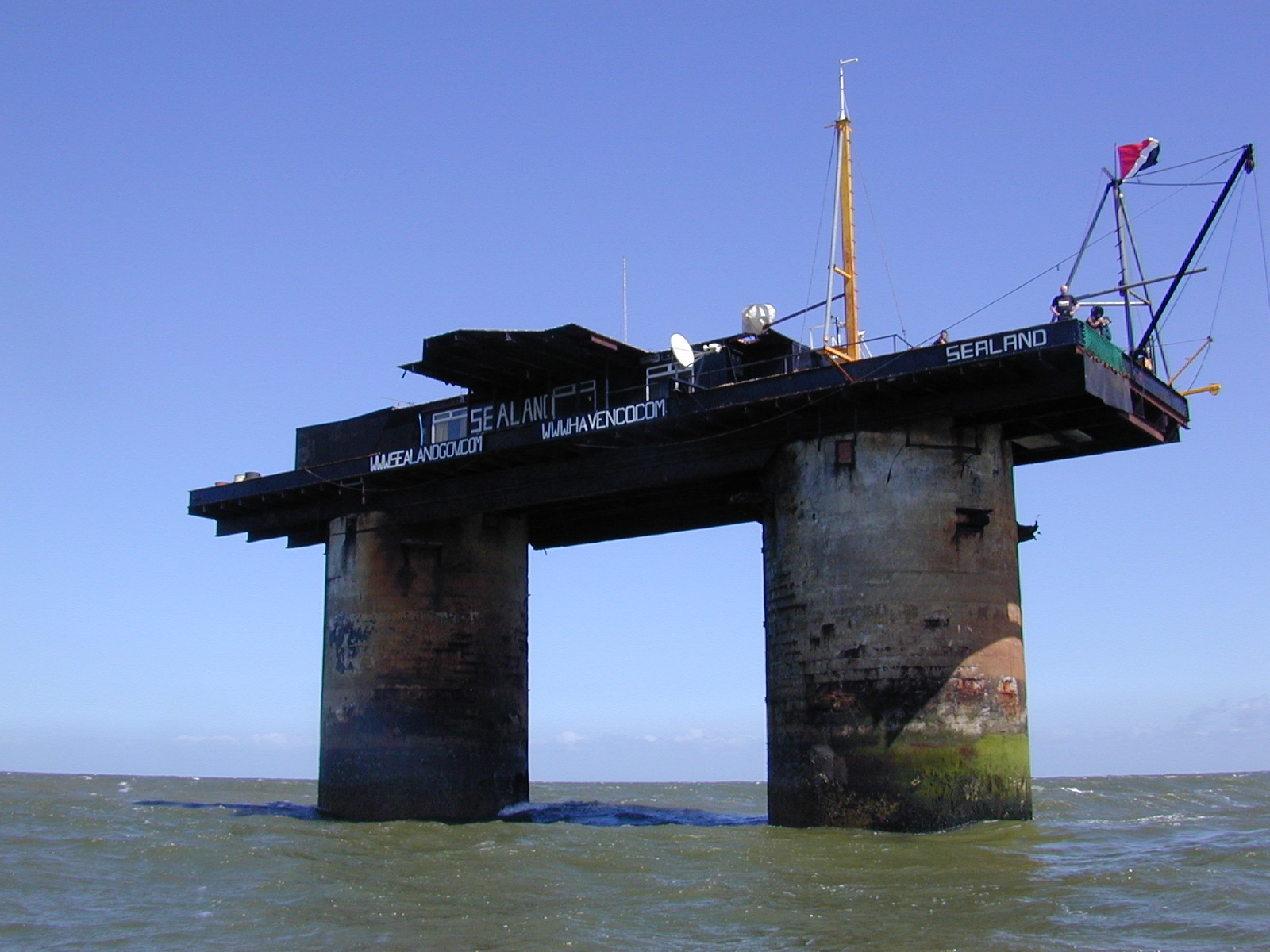
El Principado de Sealand, es una micronación construida sobre una plataforma militar usada en la Segunda Guerra Mundial.
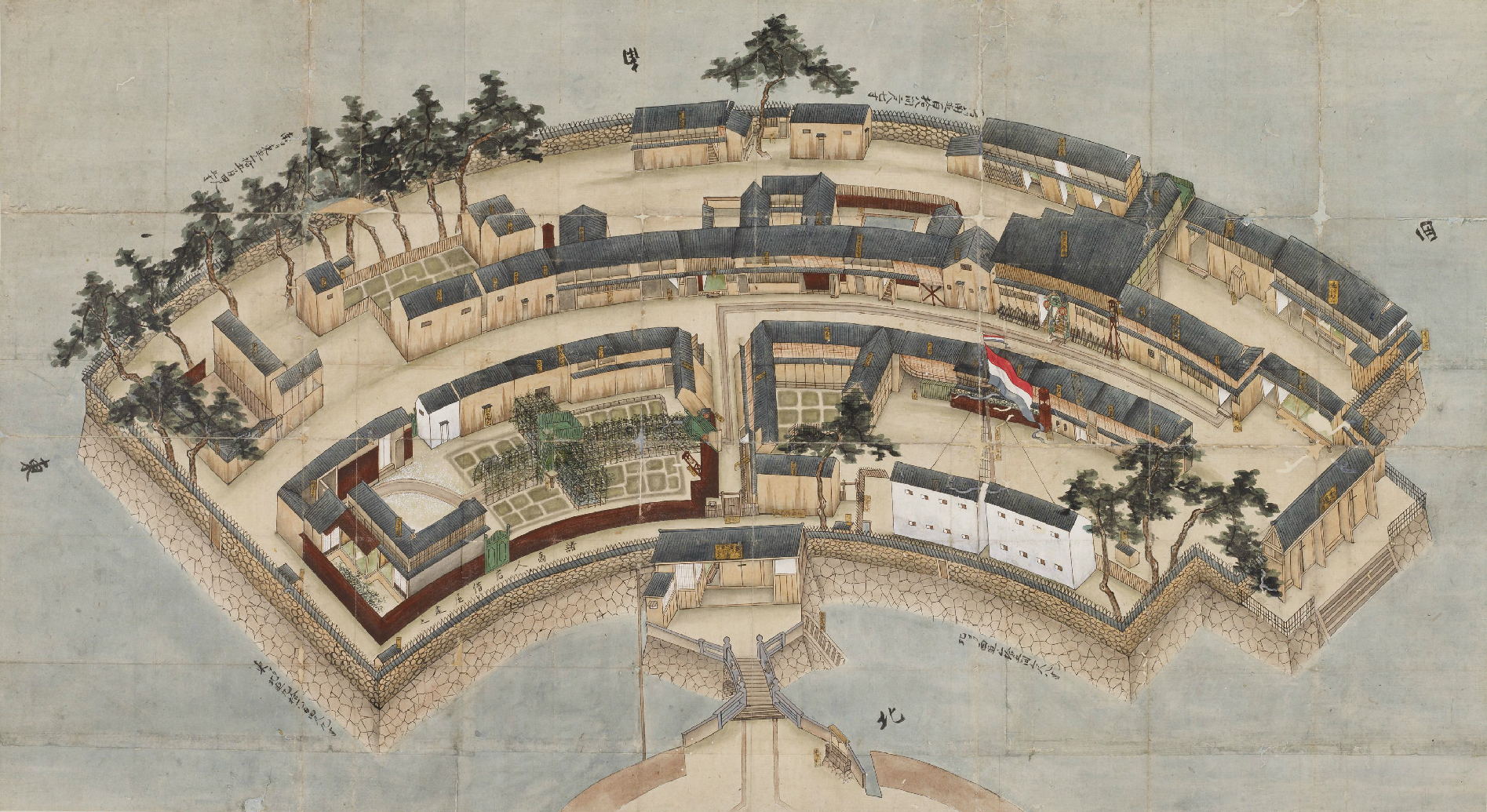
Foto de Dejima, una isla artificial que fue usada por los japoneses para hacer negociaciones con neerlandeses.
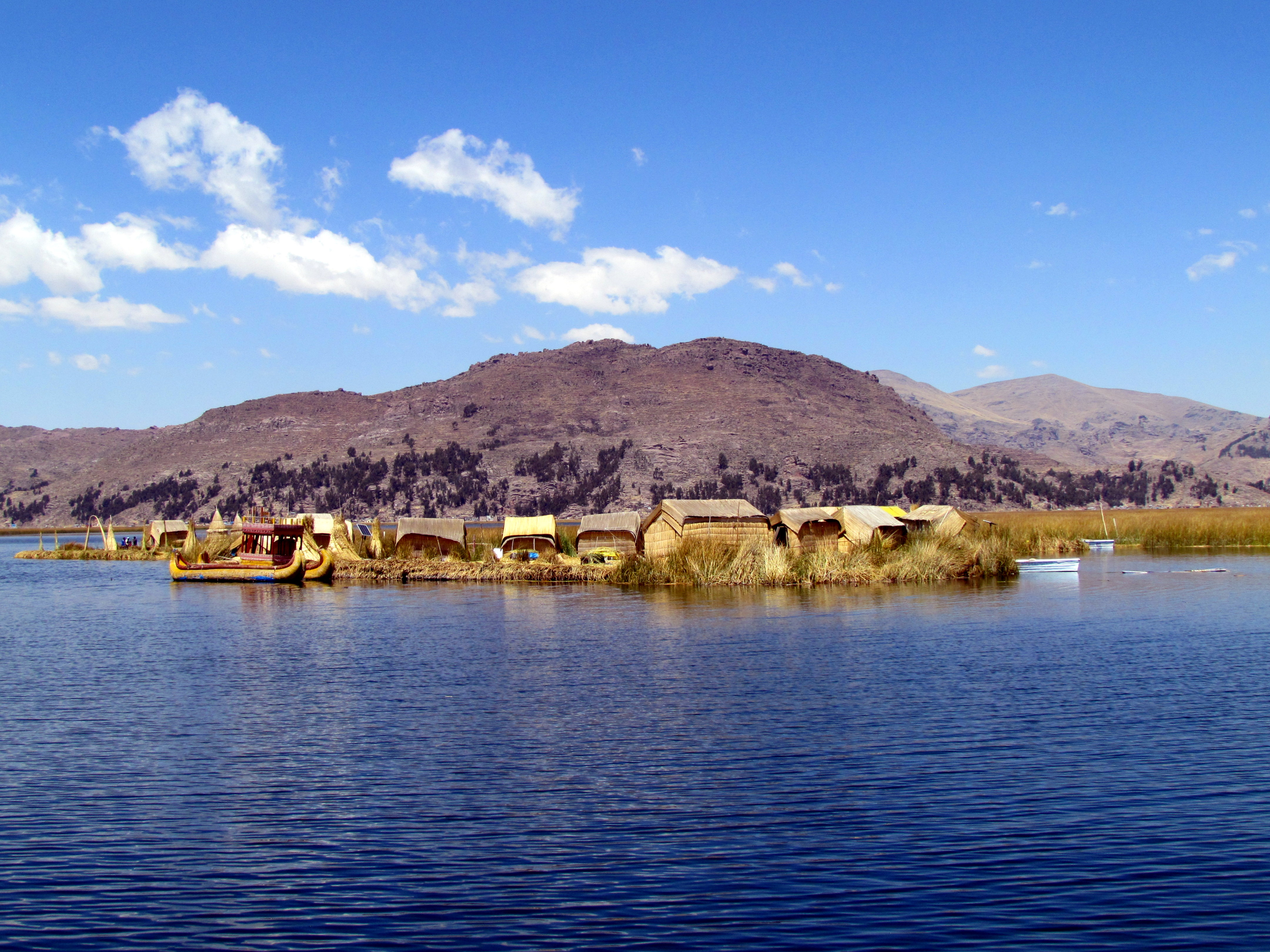
Islas flotantes creadas por urus, estas islas artificiales son creadas principalmente en el lago Titicaca.
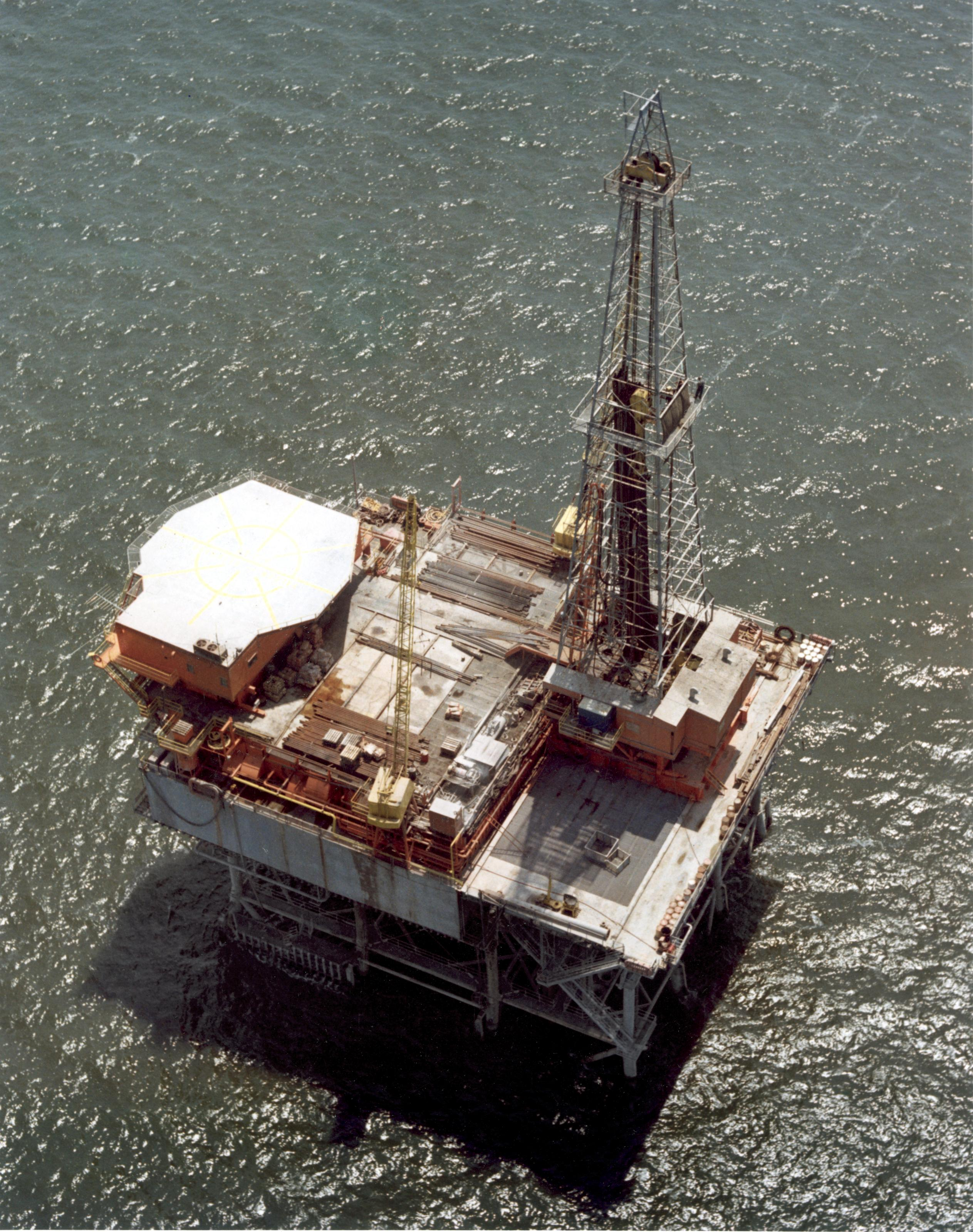
Una plataforma petrolífera.